# Villa Siegle (Ammerland)

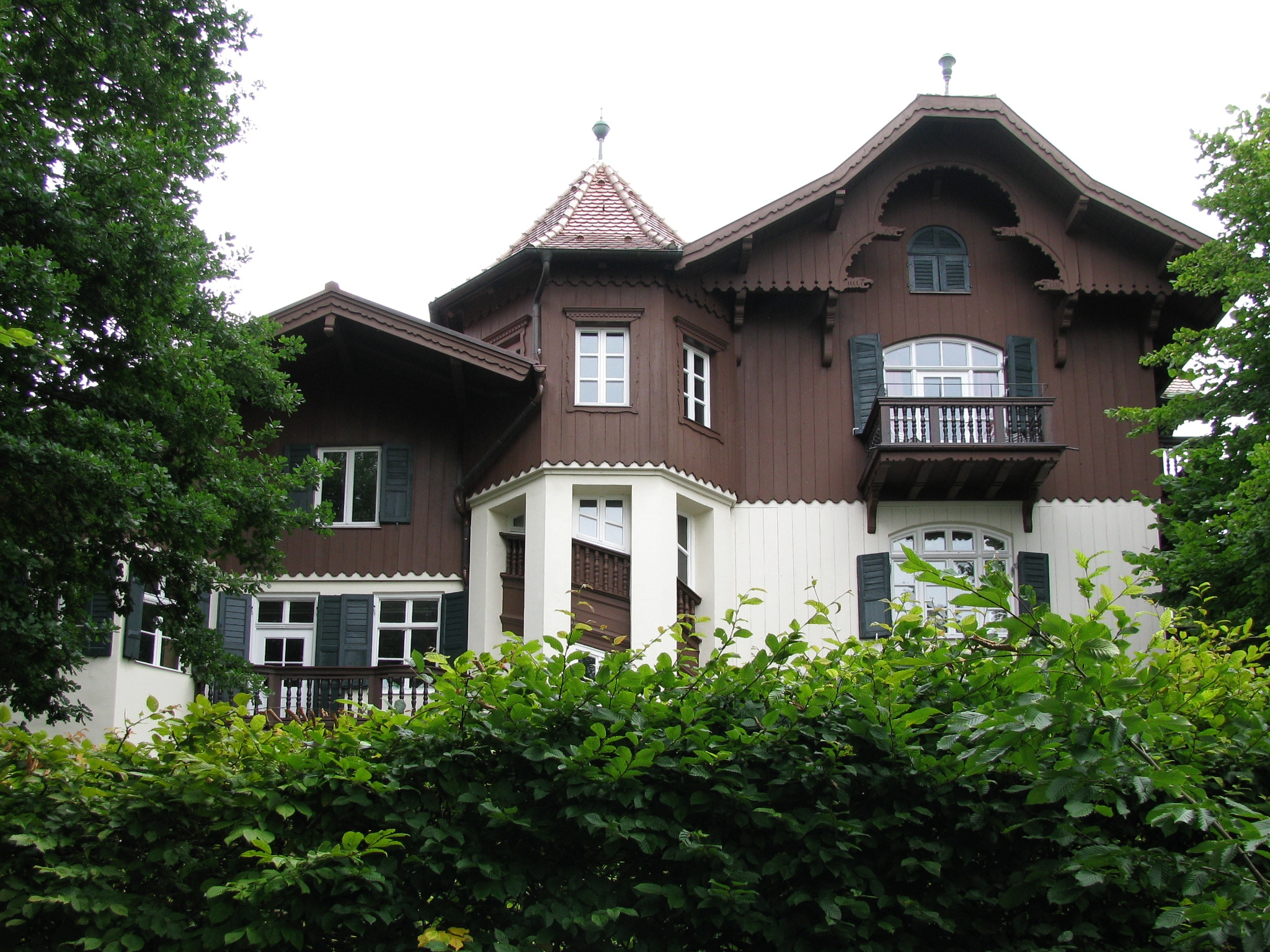
Villa Siegle in Ammerland

Die Villa Siegle in Ammerland, einem Gemeindeteil von Münsing im oberbayerischen Landkreis Bad Tölz-Wolfratshausen, wurde 1869 für Emilie von Seutter errichtet. Die Villa mit der Adresse Südliche Seestraße 31 ist ein geschütztes Baudenkmal.

## Beschreibung
Der dreigeschossige Bau in Heimatstilformem mit Zierfachwerk, Erkern und Treppenhausturm besitzt ein verschaltes Obergeschoss. Umbauten durch Emanuel von Seidl erfolgten 1884, 1892 und 1910. Der Gartenpavillon, ein erdgeschossiger Bau mit dreiseitigem Umgang, Laterne und Belvedere wurde im Jahr 1910 ebenfalls von Emanuel von Seidl errichtet.

## Geschichte

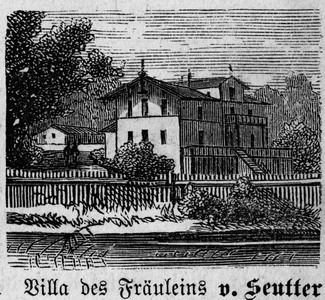
(Holzschnitt 1875, 4 × 4 cm. Bildnr.: port-004255; Bavarikon 1677 rc / S. 46)

An Stelle von drei älteren Landhäusern ließ sich die ledige Privatiere aus Stuttgart Emilie von Seutter (1800–1878), eine Angehörige der Ulmer Linie der Seutter von Loetzen, 1869 ein kleines Landhaus errichten, das dem danebenstehenden Landhaus, der späteren Villa Max (Ammerland), recht ähnlich war. Das Landhaus wurde 1879 vom Stuttgarter Unternehmer Gustav Siegle gekauft, der es für seine große Familie mehrfach von Emanuel von Seidl umbauen ließ. 1924 überließ er das großzügige Anwesen seiner Tochter Gabriele, die mit Albert von Schrenck-Notzing verheiratet war.